# Sinella curviseta
Sinella curviseta är en urinsektsart som beskrevs av Brook 1882. Sinella curviseta ingår i släktet Sinella och familjen brokhoppstjärtar. Arten är reproducerande i Sverige. Inga underarter finns listade i Catalogue of Life.